# Freies Gemeindekonsortium Enna
Das Freie Gemeindekonsortium Enna (italienisch Libero consorzio comunale di Enna) ist eine Verwaltungseinheit der Autonomen Region Sizilien in Italien. Die Hauptstadt ist Enna. Es entstand durch Umwandlung der Provinz Enna (italienisch Provincia di Enna) mit dem Regionalgesetz Nr. 8 vom 24. März 2014 und den Regelungen des Regionalgesetzes Nr. 15 vom 4. August 2015.
Das Freie Gemeindekonsortium befindet sich im Zentrum von Sizilien in den Monti Erei und hat keinen Zugang zum Meer. Es grenzt im Norden an die Metropolitanstadt Messina, im Osten und Südosten an die Metropolitanstadt Catania, im Süden und Südwesten an das Freie Gemeindekonsortium Caltanissetta und im Nordwesten an die Metropolitanstadt Palermo.
Es ist in 20 Gemeinden gegliedert und im Vergleich zu den anderen Gemeindekonsortien bzw. Metropolitanstädten nur dünn besiedelt. Auf einer Fläche von 2.562 km² leben 153.556 Einwohner (Stand 31. Dezember 2023). In der Nähe von Piazza Armerina, der zweitgrößten Gemeinde des Gemeindekonsortiums, befindet sich die Villa Romana del Casale aus römischer Zeit. Sie wurde zum Weltkulturerbe erklärt.

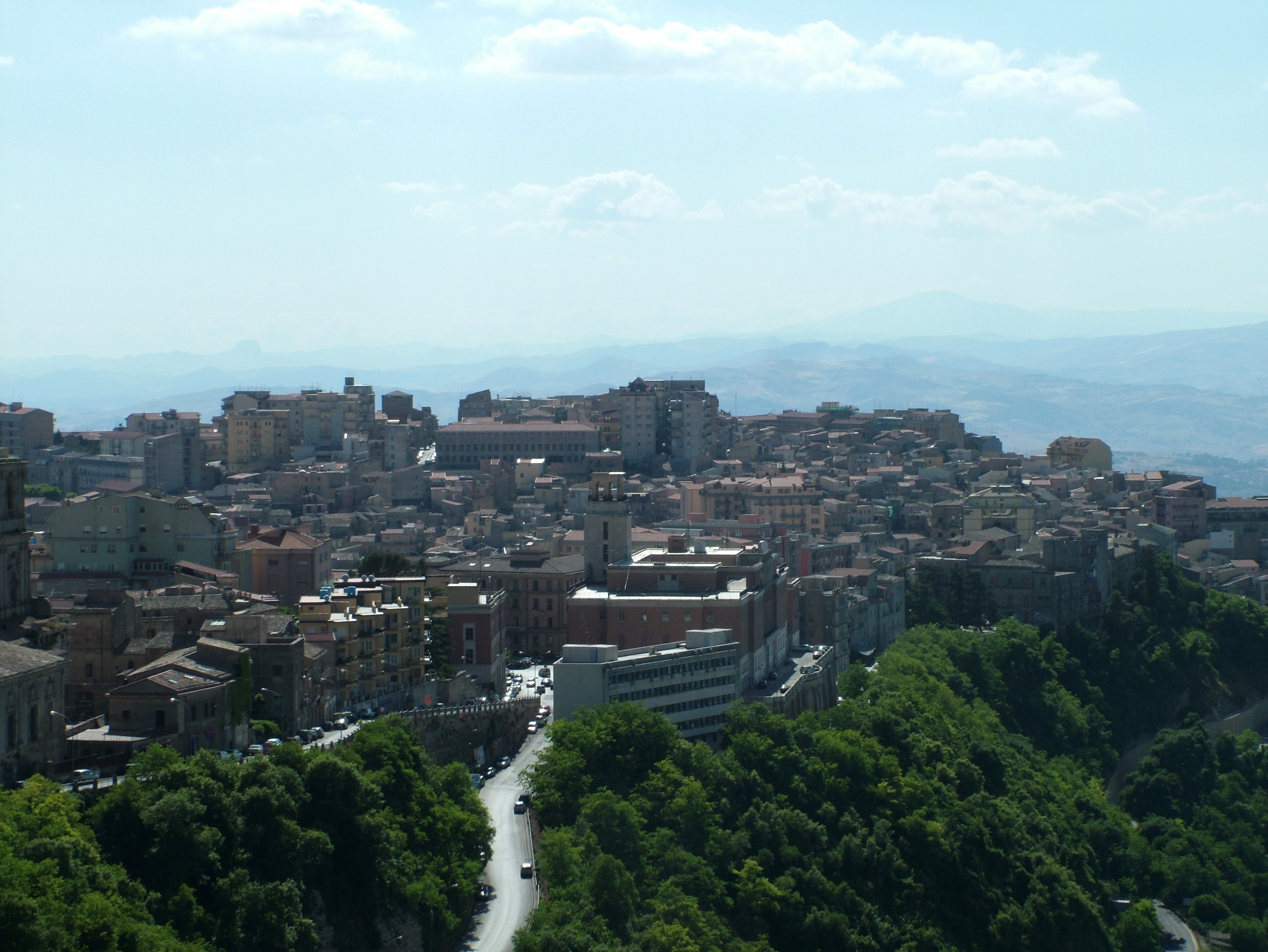
Enna, Hauptstadt des Freien Gemeindekonsortiums

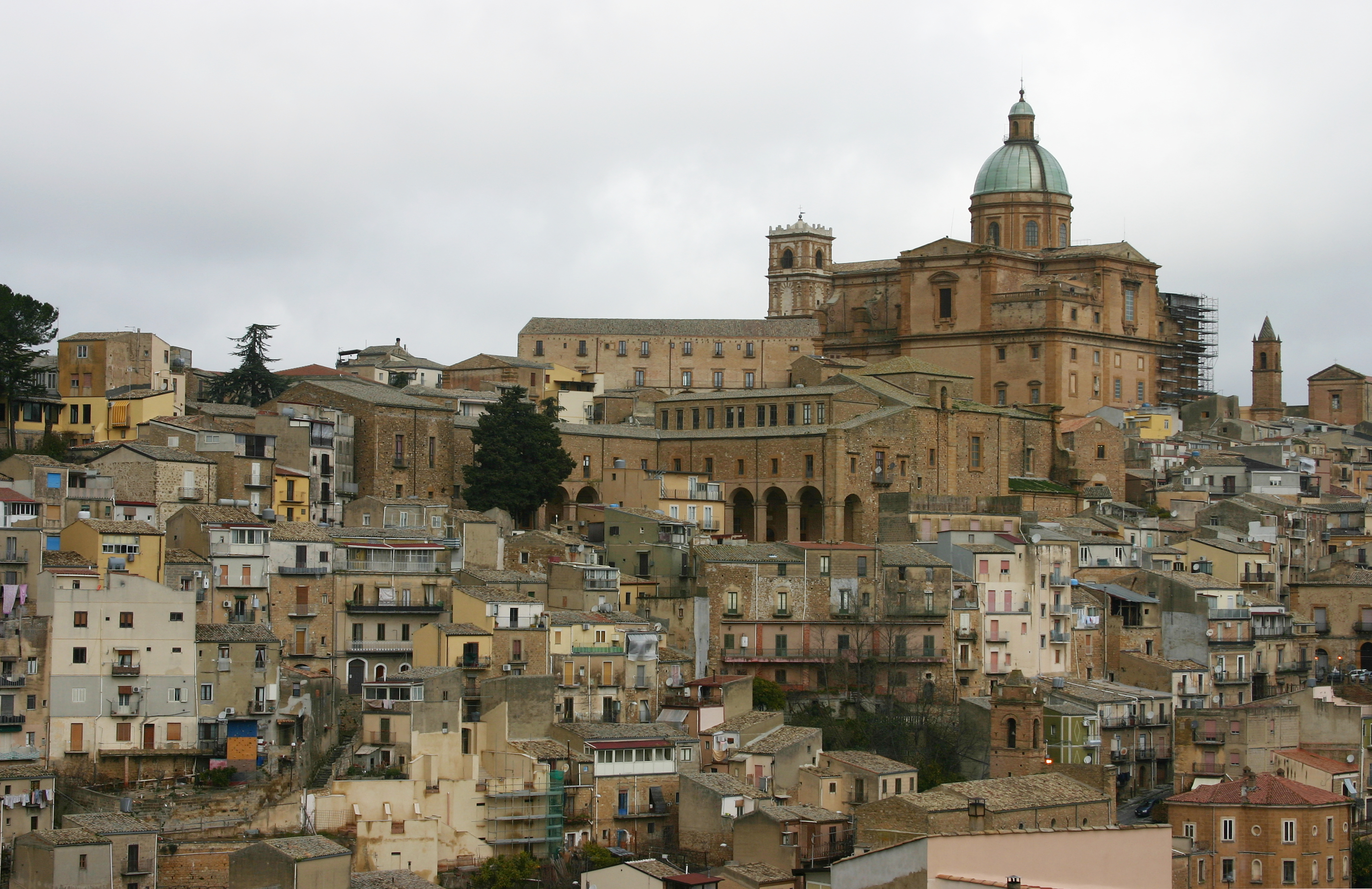
Piazza Armerina

## Größte Gemeinden
(Stand: 31. Dezember 2023)
| Gemeinde        | Einwohner |
| --------------- | --------- |
| Enna            | 25.332    |
| Piazza Armerina | 20.619    |
| Nicosia         | 12.594    |
| Leonforte       | 12.191    |
| Barrafranca     | 11.664    |

→ Alle Gemeinden